# Сайнета
Сайнета (фр. Saynète, loas, en tremeses) — маленькая пьеска испанского театра, произведение лёгкое и большей частью комическое.
Некоторые из них отличаются литературными достоинствами. Действующих лиц не более двух-трёх. Представлялись сайнеты во время антрактов между большими пьесами. Они писались то в прозе, то в стихах, но преимущественно в стихах. Один из старейших испанских драматургов, Лопе де Руэда, написал в прозе прекрасные С.: «Los Olivos». Лопе де Вега и Кальдерон писали их сотни, но лишь несколько из них сохранились. Наиболее известным автором С. считается Рамон де ля Крус (Ramon de la Cruz), забавлявший мадридскую публику своими С. или фарсами, которых написано им, в стихах, более 200. Они отличаются живо очерченными характерами, верностью в изображении нравов и остроумием. По форме и тону они глубоко национальны. Лучшими из них считаются «Sombrerito», «Musica a os curas», «Hombros solos», «Manolo». Успешно писали А. Вакареса и Гонзалес дель Кастильо.